# Porcellionides virescens
Porcellionides virescens là một loài chân đều trong họ Porcellionidae. Loài này được Budde-Lund miêu tả khoa học năm 1879.